# Peter Dhondt
Pieter Dhondt, död 1660, var en flamländsk man som avrättades för häxeri.
Han bekände att han var kapten för en lokal sekt av häxor och trollkarlar och angav ett flertal sedan välkända häxor som medbrottslingar, vilket ledde till en större häxjakt. 
Han dömdes till att strypas och brännas. 